# Jaroslav Šimov
Jaroslav Šimov (rusky Ярослав Шимов, * 1973 Bělorusko) je novinář a historik. Od roku 1999 žije a pracuje v Praze v Rádiu Svobodná Evropa. Od července 2017 je zástupcem ředitele ruského oddělení Rádia Svobodná Evropa. Je kandidátem historických věd specializujícím se na nové a moderní dějiny střední a východní Evropy a vztahy mezi Ruskem a středoevropskými zeměmi.

## Životopis
Narodil se v roce 1973 v Bělorusku. V letech 1989 až 1994 studoval žurnalistiku a moderní dějiny na fakultě žurnalistiky Moskevské státní univerzity M. V. Lomonosova. V 90. letech pracoval jako dopisovatel novin Известия (Izvestija) a Новые известия (Novyje Izvestija). Od roku 1999 žije a pracuje v Praze v Rádiu Svobodná Evropa jako redaktor zpravodajského oddělení, redaktor mezinárodní sekce webových stránek, mezinárodní pozorovatel a moderátor pořadů Время Свободы (Čas svobody) a Атлас мира (Atlas světa). Od července 2017 je zástupcem ředitele ruského oddělení. Je autorem a spoluautorem několika knih, řady monografií a publikací ve vědeckých edicích a masmédiích v Rusku, Bělorusku a České republice. Vydal první monografii o habsburské monarchii napsanou v ruštině Австро-Венгерская империя (Rakousko-uherská říše, s 1. vydáním v roce 2003, ISBN 5-699-01891-3 a 2. vydáním v roce 2014, ISBN 978-5-4438-0870-3). Přispíval i do zpravodajského televizního kanálu a digitální sítě Настоящее Время (Current Time TV, Současnost) – provozovaných dvěma dceřinými společnostmi americké Agentury pro globální média – Rádiem Svobodná Evropa/Rádiem Svoboda (RFE/RL) a Hlasem Ameriky (VOA), s redakcí v Praze, sídlem ve Washingtonu a vysílající od února 2017 v USA, Lotyšsku a dalších pobaltských zemích, na Ukrajině, v Moldavsku, Polsku a dalších zemích v ruštině a angličtině.
Je rozvedený, má syna a dceru.